# Plamica kropkowata
Plamica kropkowata (Arthonia punctiformis Ach.) – gatunek grzybów z rodziny plamicowatych (Arthoniaceae). Z powodu współżycia z glonami zaliczany jest także do porostów.

## Systematyka i nazewnictwo
Pozycja w klasyfikacji według Index Fungorum: Arthonia, Arthoniaceae, Arthoniales, Arthoniomycetidae, Arthoniomycetes, Pezizomycotina, Ascomycota, Fungii.
Niektóre synonimy naukowe:

- Arthonia insinuata Stirt. 1876
- Arthonia melantera Ach. 1808
- Mycarthonia punctiformis (Ach.) Petr. 1953
- Opegrapha microscopica Sm. 1808[3].

Nazwa polska według Krytycznej listy porostów i grzybów naporostowych Polski.

## Morfologia
Porost skorupiasty o plesze bardzo cienkiej, zanurzonej w podłożu. Na powierzchni plecha widoczna jest w postaci jaśniejszych od kory plam o barwie białawej, jasnoszarej lub jasnobrązowej Apotecja w postaci rozrzuconych w plesze czarnych plamek. Mają nieregularne kształty; mogą być gwiaździste, okrągławe, eliptyczne, ale także w postaci prostej lub rozgałęzionej linii. Są bardzo małe – mogą mieć średnicę nawet 0,2 mm. Nigdy nie są oprószone, Czasami mają brzegi podwinięte do tyłu.
Fotobiontem są glony z rodzaju Trentepohlia. Zarodniki dwukomórkowe, bezbarwne, o wydłużonym, eliptycznym kształcie i rozmiarach 5-23 × 5–7 μm.
Reakcje barwne: brak. Nie stwierdzono obecności kwasów porostowych.
Gatunki podobne:
Okazy z gwiaździstymi apotecjami są podobne do plamicy promienistej (Arthonia radiata), która zazwyczaj ma gwiaździste apotecja (ale większe).

## Występowanie i siedlisko
Stwierdzono występowanie plamicy kropkowanej w Ameryce Północnej, Europie, Azji i Afryce. W Europie jest szeroko rozprzestrzeniona, występuje nawet na Grenlandii, w Islandii i północnych rejonach Półwyspu Skandynawskiego. W polskim piśmiennictwie mykologicznym opisano występowanie w wielu regionach kraju.
Rośnie głównie na korze drzew. W Polsce obserwowano występowanie na klonach, olchach, leszczynie, buku, jesionach, topolach, śliwie, ale również na gałązkach borówki bagiennej. Jest jednym z pierwszych porostów kolonizujących korę drzew. Unika miejsc bezpośrednio nasłonecznionych.